# Flumendosa
De Flumendosa (Sardijnsː Frumendosa, Latijn: Saeprus) is met een lengte van 127 km de op een na langste rivier van Sardinië, na de Tirso. Het is met 22 m³/s wel de rivier met het hoogst gemiddelde debiet van het eiland.
De rivier ontspringt op 1.215 m hoogte op de oostelijke flanken van de Perda Aira in het Massiccio del Gennargentu gebergte en mondt uit in de Tyrrheense Zee bij Villaputzu.